# BVE Trainsim
BVE Trainsim，（原名為「，Boso View Express」），中譯為暴走列車，是一款在Windows 系統上免費使用的模擬鐵路列車駕駛電腦遊戲，由日本網友Mackoy開發。由於玩家可以為遊戲自行設計、製作列車、軌道、佈景等元素，同時可下載世界上眾多網路用戶公開的車輛檔案，享受各式各樣的路線和車輛的駕駛樂趣，因此深受多國玩家的歡迎。

## 簡介
BVE的遊戲除了軟件外，主要由兩種要素組成：列車和路線。
在BVE，一列模擬列車的元素包括：駕駛室的環境（一般以圖像材質顯示）、極速、自動或手動操控、軌距、行走音和預設的加減速率等等。而一條模擬路線則包括定線走向、鐵路訊號、限速、車站（停車處）及沿途所需聲音（如月台廣播）等元素。
本條目後段「路線和列車的製作」有更詳細的描述。
某程度上，BVE像一台鐵路列車駕駛模擬器。原作者提供的軟件只定義了操控列車的方法（鍵盤控制）以及列車行走時的景物變換規則，而幾乎沒有提供列車及路線供玩家使用。然而，世界各地的BVE玩家製作了極多不同的列車和路線，大大提高了遊戲的豐富性和可玩性。

## 版本

### BVE 1
2000年11月BVE1.22版類似目前的 BVE2，當初作者開發時因為當時沒有音楽館 Train Simulator和TAITO電車でGO!的遊戲而自行製作此駕駛遊戲，後來陸續修改並受到前述遊戲的影響，正式公開發表時與BVE2最大的不同特點在於有計分模式和自由模式，當計分模式中駕駛不當或分數過低時可能直接結束遊戲，於 BVE2 正式公開發表後停止公開。

### BVE 2
從2001年開始至2004年3月的最終版本為止是絕大多數世界各地的玩家認識且製作列車和路線的開始，與前版本不同處在於增加ATC 系統，可使用執行，增加列車音源、路線中物件可運用數量，並且路線和物件新增加 CSV 檔案格式，需要安裝微軟 DirectX，不過因為DirectX 10不支援而無法在 Windows Vista 運行。而適用於BVE2的路線同時亦可與在手機上的應用程式——Hmmsim上遊玩

### BVE 3
2003年間曾經公佈改良BVE2的計畫說明，但後來並未完成及公開，在2004年BVE4開發時有提到因為「 Ver. 3 は、抵抗制御を再現しようとして失敗したものです。」而停止開發及公開的訊息。

### BVE 4
2005年1月正式公開發表的BVE4取消了BVE2的輔助視窗及取消支援RW檔案格式的路線，加入視野放大縮小、駕駛台的光暗、按鍵變更等功能，以更真實的全畫面取代，另外採用DLL增加了列車的各種新功能，如信號、儀表、雨刷、列車保安裝置等等，幀率更提高至60fps，需要在微軟 .NET平台方能運行，因為DirectX 10不支援而無法在Windows Vista運行。此版本的路線亦能與Hmmsim上遊玩。

### BVE 5
2008年7月Mackoy正式發表開發BVE5，主要原因是BVE4無法在Windows Vista運行，因此以新的程式語法重新編寫BVE5。從目前體驗版本得知路線、車輛將使用新的指令語法、句法和如同OpenBVE取消25m的區塊限制等，物件僅能使用微軟 DirectX物件檔案（.x 格式）。自2011年9月起正式開放下載，目前開發至5.7版(2017年3月17日公開)。此外從Ver.im0.8開始，對向列車以及平交道、鐵路號誌、沿線公路上的汽車等物件在遊戲中皆能以動態形式呈現，克服了歷代BVE遊戲中除了玩家的列車外其餘物件皆為靜止不動的缺點。

### BVE 6
2020年6月21日，Mackoy公開BVE6的正式候補版。
2020年9月23日，BVE6正式版開放下載。

### 衍生程式

#### openBVE（Train Simulation Framework）
2008年4月由reschanger所發表的 openBVE（現稱Train Simulation Framework）並非BVE的新版本，但成為新一代能夠執行BVE2、BVE4路線及車輛規格所編寫的列車駕駛模擬器，開發主因為BVE並非一個開放源碼和跨平台的軟件，還有 BVE 的後續版本開發遲緩。Train Simulation Framework的特色包括使用OpenGL（圖形）、OpenAL（音效）處理而非支援 DirectX，並可以經由 Mono或Wine在Linux和OS X平台上使用，而且增加了功能包括車内外視角自由觀察、立體駕駛室等。

## 列車操控
BVE 的列車可由鍵盤或音樂館 Train Simulator所用的控制桿來操控。
除了普通的向前、向後、加速、制動(減速)等功能外，BVE亦支援多種列車操控功能，例如自動行車操作 (ATO)及緊急制動等。

## 路線和列車的製作
路線和列車的定義是由多個純文字檔案組成。

### 檔案延伸
在 BVE1.22版本，路線的副檔名是 RW，而物件的副檔名是 B3D，所謂的物件就是 3D圖型。
BVE 2.0～2.63 的版本則新支援的 CSV 檔案格式。無論是定義路線還是物件，均可以 CSV 的形式儲存。
目前的 4.2 版本已取消支援 RW 檔案延伸的路線。此版本亦局部支援微軟 DirectX物件檔案（.x 格式）。

### 圖形
部份純色的圖形可透過程式碼直接於路線或列車檔中定義。其他圖形則必需以點陣圖 (BMP) 格式儲存，並於定義路線或列車的檔案中取用。

### 聲音
在 BVE 的所有聲音均以簡單的 WAV 格式儲存，並由定義路線或列車的檔案取用。

## 輔助工具

### 官方輔助工具
除了模擬器的軟件外， BVE 的官方網站還提供了一些輔助工具（除特別註明外均有日文及英文版本提供）：
- 軌道檢視器（Track Viewer）：用以開啟並觀看 RW 或 CSV 格式的路線檔。
- 物件檢視器（Structure Viewer）：用以開啟並觀看 B3D 或 CSV 格式的景物檔。

　　　　　　　　　　　　　　　 最新的版本更可讀入及輸出 DirectX 靜態景物。
- 編輯器（Motor Editor）：用以編輯列車運行的聲音。
- 編輯器（Train Editor）：（日）用以設定列車性能。
- 儀錶背景製作器（Gauge）：（日）用以製作刻度平均的儀錶背景。
- 物件鏡像器（Mirror）：（日）輸入某物件，產生的物件左右倒轉，方便玩家觀看、編輯及修改。
- B3D-CSV物件格式轉換器（B3D to CSV converter）：（日）能為B3D物件檔轉換格式成 CSV，反之亦然。
- 駕駛台升級器（Panel Upgrader）：（英）匯入舊版列車駕駛台定義檔，輸出BVE第四版適用的新格式。
- CSV-X物件格式轉換器（CSV to X converter）：（英）能為CSV物件檔轉換格式成 X。

### 其他愛好者製作的工具
另外，部份網友。亦自行製作了一個能自動建置路線檔的程式：RouteBuilder。
此程式的網頁見「相關鏈接網站」一節。除此以外，尚有不少軟件和試算表幫助使用者計算、製作景物、等等。

## 缺點
以下是其中幾個關於 BVE 的主要缺點：
1. 由於 BVE2 並未提供有效的字串轉換功能，很多由亞洲玩家設計的列車或路線需要經過重整才能在使用其他亞洲、西歐字元編碼的電腦上運行。
2. 同上述問題，使用逗號為小數點的國家在讀取使用句點做小數點的國家製作之路線時，玩家需在控制面板中變更小數符號、數字分位符號、清單分隔字元更換，避免造成發生錯誤，甚至無法執行。
3. 在 BVE1至BVE4中，唯一移動的東西就是玩家駕駛的列車，其他周圍的事物是靜態的。所以，玩家在中途遇到的移動物件（如迎面而來的另一列車）在 BVE 看來是完全靜止的。(此項缺點已在BVE5中克服)
4. 缺少列車車燈燈光效果、駕駛視角受到控制無法改變，無法開發車輛的各種特別任務或製作折返形式的路線有限制，路線及物件能夠使用簡單、基本的程式開發、編輯，但是在無的製作程式下，部份對空間感不佳之玩家花費不少時間研究而認為過於麻煩[10]。

## 外部連結
- BVE 官方網站
  - BVE Trainsim web site（页面存档备份，存于）（日語）
- openBVE 官方網站
  - openBVE Official Homepage（页面存档备份，存于）（英語）
- 路線數據搜尋資料庫
  - International database of BVE and openBVE Routes
  - （日語）
  - BVE Data Search（日語）
  - BVE Data Station（页面存档备份，存于）（日語）
  - Yahoo! JAPAN - BVE（页面存档备份，存于）（日語）
  - BVEwiki（页面存档备份，存于）（日語）
- BVE鐵路論壇
  - BVEHK香港模擬鐵路聯盟
- 路線下載、製作教導
  - HKRSC香港模擬鐵路發展中心
  - BVEHK香港模擬鐵路聯盟下載中心
  - 港鐵之最（页面存档备份，存于）
  - 香港急行（页面存档备份，存于）
  - RouteBuilder for BVE（英語）
  - 馬鞍山支線
  - Chikainn83 bve 臨時站
  - I-Circle BVE 網（页面存档备份，存于）
  - 近畿鐵路網站（页面存档备份，存于）
  - 香港 openBVE 開發及研究中心
  - 香港模擬鐵路製作討論區